# Disney Dimanche
Disney Dimanche est une émission de télévision française pour la jeunesse créée par William Leymergie, présentée par Dorothée et William Leymergie et diffusée de façon exceptionnelle sur Antenne 2 entre 1979 à 1987. La première émission est diffusée le 20 mai 1979. Marie Dauphin présente la dernière émission le 29 juin 1987.

## Principe de l'émission
Cette émission produite par Antenne 2 et The Walt Disney Company propose des extraits de productions Disney (dessins animés, films...).
Entre ces séquences de cinéma, des petites saynètes jouées par les animateurs se déroulent sur des images incrustées.
Un générique original dont les paroles sont signées William Leymergie est interprété en 1980 par le duo d'animateurs puis en solo par Dorothée. La chanson figure en Face B du single Rox et Rouky de Dorothée en 1981.
L'émission s'interrompt le 29 juin 1987 après 8 ans d'existence. Cette dernière émission est présentée par l'animatrice et chanteuse Marie Dauphin.